# 黒住忠行
黒住 忠行（くろずみ ただゆき、1919年7月16日 - 1988年9月29日）は、日本の官僚、政治家。運輸省自動車局長、参議院議員（1期）、通商産業政務次官、日本自動車ターミナル社長等を歴任した。正四位勲二等瑞宝章。

## 人物
岡山県岡山市矢坂本町出身。1942年に東京商科大学（のちの一橋大学）を卒業し鉄道省入省。東京陸運局長、運輸省自動車局長を経て1971年の第9回参議院議員通常選挙に全国区から当選。1期務めた。なお、この選挙を通じてバス協会、トラック協会、乗用自動車協会などから支援を受けたが、買収、法定外文書違反などの疑いで23人の逮捕者を出している。1975年から通商産業政務次官。
1978年社団法人日本自動車会議所副会長。1982年日本自動車ターミナル専務、1984年同社長。
1988年肝不全のため虎の門病院で死去。享年69。青山葬儀所で日本自動車ターミナル社葬（葬儀委員長・加藤昇専務）が行われた。
黒住教教主の一族であり、黒住教東京大教会所総代の黒住忠義は長男。

## 著書
- 『自動車を語る』日芸出版社、1973年